# 長野県中野高等学校
長野県中野高等学校（ながのけんなかのこうとうがっこう）とは長野県中野市に存在した公立高等学校である。
文化祭は校章に由来し「まつかさ祭」と称していた。
2007年度は2･3年生のみ、2008年度は3年生のみ在籍し、2009年度以降は統合により廃校となった。
高校の跡地は中野市が防災広場として整備し、2017年（平成29年）4月1日より供用されている。

## 沿革
- 1911年4月 - 町立中野実科高等女学校として開校。
- 1923年4月 - 下高井郡町村組合立へ移管。長野県下高井高等女学校となる。
- 1926年4月 - 長野県へ移管。長野県中野高等女学校となる。
- 1948年4月 - 学制改革により、長野県中野高等学校となる。全日制普通課程、被服課程設置。男女共学とする。
- 1961年3月 - 被服課程廃止。
- 1968年3月 - 男女共学を中断し、女子校となる。
- 1974年4月 - 男女共学を再開。
- 2007年4月 - 中野実業高等学校と統合し、総合学科の長野県中野立志館高等学校に転換。
- 2008年10月18日 - 創立98周年記念式典。
- 2009年3月6日 - 卒業式予行及びお別れ会。
- 2009年3月7日 - 中野高等学校卒業式・閉校式。

## 教育目標
- 基礎的な学力・読み取る力・考える力・自分の考えを持つ力・表現する力をつける。
- 今までの様々な「つまづき」があっても、それを乗り越えやり直す意欲を引き出し、自信を獲得させる。
- 自らの適性や能力を見いだし、自らの進むべき道を前向きに探りながら、自主的積極的に学ぶ気風を養う。
- 基礎基本をすべての生徒に学ばせるとともに、適性や能力、進路に応じた、いくつかのコースと幅広い選択により、伸びる力を一層伸ばす。

## 出身者
- 佐藤幸夫（同志社大学名誉教授）

## 校章
- 校章

## 校歌・応援歌
- 校歌

## 最寄駅
- 長野電鉄長野線：信州中野駅